# Терновское сельское поселение (Камышинский район)
Терно́вское се́льское поселе́ние — муниципальное образование в составе Камышинского района Волгоградской области.
Административный центр — село Терновка.

## История
Терновское сельское поселение образовано 5 марта 2005 года в соответствии с Законом Волгоградской области № 1022-ОД.

## Население
| 2010  | 2012  | 2013  | 2014  | 2015  | 2016  | 2017  |
| ----- | ----- | ----- | ----- | ----- | ----- | ----- |
| 1626  | ↘1593 | ↘1562 | ↘1553 | ↘1528 | ↘1505 | ↘1492 |
| 2018  | 2019  | 2020  | 2021  |       |       |       |
| ↗1501 | ↘1465 | ↘1421 | ↗1423 |       |       |       |

## Состав сельского поселения
| № | Населённый пункт | Тип населённого пункта       | Население |
| - | ---------------- | ---------------------------- | --------- |
| 1 | Верхняя Липовка  | село                         | 351       |
| 2 | Дубовка          | хутор                        | 278       |
| 3 | Нижняя Липовка   | село                         | 14        |
| 4 | Терновка         | село, административный центр | 983       |